# Lichtrückenreflex

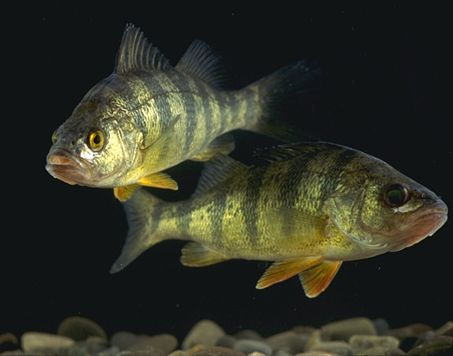
Barsche besitzen einen ausgeprägten Lichtrückenreflex

Der Lichtrückenreflex bzw. die Lichtkompassorientierung ist ein Reflex zur Einstellung einer bestimmten Körperlage im Raum, der vor allem bei wasserlebenden Tieren auftritt. Hierbei wird der Rücken grundsätzlich dem einfallenden Licht zugewandt. Maßgebliche Parameter für den Lichtrückenreflex sind die Einfallsrichtung des Lichtes und die Lichtintensität, als wahrnehmende Sinnesorgane wirken vor allem die Augen.
Durch den Lichtrückenreflex sowie durch verschiedene Typen von Gleichgewichtsorganen können wasserlebende Tiere wie Fische, Amphibien und Insekten eine optimale Schwimmlage einnehmen, bei der die Bauchseite dem Grund und die Rückenseite der Wasseroberfläche zugewandt ist.
Insbesondere mit Fischen wurden eine Reihe von Experimenten zum Lichtrückenreflex durchgeführt. So nehmen lichtsensitive Fische bei einem seitlichen Lichteinfall beim Schwimmen eine Schräglage von etwa 50° ein. Entfernt man die auf die Gravitationsrichtung reagierenden Gleichgewichtsorgane, so erfolgt die Ausrichtung des Rückens vollständig zur Lichtquelle und die Fische schwimmen auf der Seite oder auch auf dem Rücken. Die Ausprägung des Lichtrückenreflexes kann von verschiedenen Stressfaktoren beeinflusst werden, Störungen können Rückschlüsse auf Krankheiten oder umweltbedingte Störfaktoren geben.